# Euphorbia bisglobosa
Euphorbia bisglobosa är en törelväxtart som beskrevs av Peter Vincent Bruyns. Euphorbia bisglobosa ingår i släktet törlar, och familjen törelväxter. Inga underarter finns listade i Catalogue of Life.